# Brevipalpus essigi
Brevipalpus essigi är en spindeldjursart som beskrevs av Baker 1949. Brevipalpus essigi ingår i släktet Brevipalpus och familjen Tenuipalpidae. Inga underarter finns listade.